# Orlando Duque
Orlando Duque, kolumbijski skakalec v vodo, * 10. september 1974, Cali, Kolumbija. 

## Življenje
"Rekel bi, da so v vsakem skoku vsaj trije dobri deli. Pred samim skokom se ti pospeši utrip srca in dihanje postane vedno težje. Nato se znajdeš v zraku in kar naenkrat občutiš tisto hitrost. Po uspešnem pristanku tvoje telo kar preplavi občutek sreče, ki ga je zelo težko primerjati s čimerkoli. Gre za kontraste čustev, ki se zgodijo v človeku v zelo kratkem časovnem obdobju. Nepojmljivo, kako te to lahko zasvoji."

— Orlando Duque
S skoki v vodo se je začel ukvarjati pri 10 letih. V tej disciplini je tekmoval 10 let nato pa je pričel skakati z višjih pečin (osebni rekord leta 2007 je skok s 34 metrov). Njegov prvi zahtevnejši skok je bil dvojni salto naprej s polovičnim obratom. Pri skakanju ga navdušuje adrenalin pred skokom, hitrost med padanjem ter neznanska sreča ob spoznanju, da je skok preživel. Sprva je skakal tudi za medijsko prepoznavnost, kasneje le še iz užitka. Najljubši skok mu je dvojni salto nazaj s štirikratnim obratom, vendar si je prav pri izvajanju le-tega leta 2002 zlomil trtico. Veiko potuje, npr. v Mehiko, bil je tudi v Sloveniji in Bosni, kjer je skočil z mosta v Mostarju. Ob tem je izrazil spoštovanje do tradicije skokov v tem delu Evrope. Živi na Havajih.

## Športni dosežki
Leta 1992 je dosegel olimpijsko normo za uvrstitev na olimpijske igre v Barceloni, vendar se jih zaradi finančnih težav kolumbijske plavalne zveze ni udeležil. Leta 2000 je na svetovnem prvenstvu v skokih s pečin zmagal s samimi desetkami za svoj dvojni salto nazaj s štirikratnim obratom. Leta 2013 je na svetovnem prvenstvu v vodnih športih v Barceloni osvojil sploh prvo podeljeno zlato kolajno v skokih z višine. Zaradi izredno dovršenih skokov je med skakalci znan kot Gospod Popolni, njegovo držo pred skokom pa včasih primerjajo s Kristusom nad Riom.